# Sur les pas de Bouddha
Pour plus de détails, voir Fiche technique et Distribution.
Sur les pas de Bouddha est un film srilankais réalisé par Pragnasoma Hettiarachi, sorti en 1962.

## Fiche technique
- Titre : Sur les pas de Bouddha
- Réalisation : Pragnasoma Hettiarachi
- Musique : Sadananda Pattiariachi
- Photographie : Vincent Perera
- Pays :  Sri Lanka
- Genre : Documentaire
  -  France : 1962 (Festival de Cannes)

## Distribution
- D. T. Devendra : le narrateur

## Distinctions
Le film a été présenté en sélection officielle en compétition au Festival de Cannes 1962.